# Народная повстанческая армия
Не следует путать с Добровольческим 1-м Крестьянским коммунистическим стрелковым полком «Красные орлы»,
с 27 октября 1918 года — 253-й стрелковый полк Красных орлов
 Народная повстанческая армия  — крестьянско-казацкая армия, действовавшая на Алтае в 1917—1920 гг. и почти полностью состоящая из местного населения. Другие названия — Западно-Сибирская Крестьянская Красная Армия, армия Мамонтова, мамонтовцы и т. д. Также как и действовавшая в это же время на Украине Революционная повстанческая армия Украины батьки Махно, многие руководители и участники НПА называли своё мировоззрение и политическую программу анархизмом, по сути называя безвластием (греч. ἀναρχία анархия — безвластие) выборную власть в отличие от репрессивных имперских органов управления.
Армия была первоначально организована местным населением для прекращения произвола и бандитизма, в первую очередь со стороны белых (в том числе колчаковцев) и белочехов, а потом также со стороны красных отрядов, направляемых из Москвы.
В формировании и работе армии принимало участие множество людей разного происхождения и судьбы, в первую очередь крестьяне и выходцы из бедных слоев казачества.
Среди командиров НПА можно назвать Ефима Мамонтова, Григория Рогова, Федора Колядо, Александра Неборака и многих других. В рядах НПА воевал советский писатель Павел Бажов.
В составе армии воевало свыше 18 000 человек.

## История армии
Формировалась на базе Барнаульского, Змеиногорского и Славгородского уездов Алтайской губернии, Павлодарского и Семипалатинского уездов Семипалатинской губернии.

## Структура армии
В состав армии входили разные по структуре, составу и численности военные отряды и соединения:
1. Военный совет штаба армии.
2. 1-й Крестьянский повстанческий полк (Красные орлы). Командиры — Макар Васильев, потом Федор Колядо, а после его гибели — Александр Неборак.
3. 2-й Крестьянский повстанческий полк.
4. 3-й Крестьянский повстанческий полк.
5. 4-й Крестьянский повстанческий полк. Командиры — Козырь Михаил Владимирович
6. 11-й Крестьянский повстанческий полк.
7. 12-й Крестьянский повстанческий полк.
8. 1-й Каипский полк.
9. 3-й Каипский полк.
10. 6-й Каипский полк.
11. 4-й Михаловский полк.
12. 5-й Волчихинский полк.
13. 7-й Ключевский полк.
14. 11-й сводный особого назначения кавалерийский отряд.
15. Отряд Ф. Д. Плотникова и В. К. Чайникова.
16. Отряд повстанцев станицы Долинская.
17. Отряд капитана Сатунина (убит в 1920 г.).
18. Партизанский инородческий отряд войск Горно-Алтайской области.
19. отряд братьев К. и Г. Чегураковых
20. отряд Т. Ташкинова
21. отряд С. Тадышева
22. отряд есаула В. Кусургашева.
23. отряд поручика Шерстобитова.
24. отряд Бурлакова.
25. отряд Штанакова.
26. отряд Турданкина.
27. отряд Словарецкого.
28. отряд Рогова.
29. отряд И. П. Новоселова.
30. 26-й кавалерийский полк РККА (восставший).
31. отряд Тужлея
32. отряд В.Атаманова
33. отряд уполномоченного ОГПУ Ф. Г. Добытина (восставший).
34. отряд немецких колонистов с. Гальбштадт.